# 碧绿米仔兰
碧绿米仔兰（学名：Aglaia perviridis）为楝科米仔兰属下的一个种。

## 扩展阅读
- 維基物種上的相關：碧绿米仔兰